# 트루스 어바웃 엠마누엘
《트루스 어바웃 엠마누엘》(영어: The Truth About Emanuel)은 2013년 공개된 미국의 스릴러 드라마 영화이다. 프란체스카 그레고리니 연출/각본에 제시카 비엘, 카야 스코델라리오, 앨프리드 몰리나, 프랜시스 오코너가 출연한다.

## 줄거리
이매뉴얼은 자신을 낳다가 돌아가신 어머니에 대한 죄책감에 시달리는 17세 소녀이다. 그녀는 클로드를 만나 로맨틱한 관계를 맺는다. 이매뉴얼은 로스앤젤레스의 집에서 아버지와 새어머니와 함께 살고 있는데, 새어머니와는 갈등을 겪고 있다.
린다라는 여인이 옆집으로 이사 오는데, 그녀는 이매뉴얼의 어머니와 똑같이 생겼다. 이매뉴얼은 린다에게 베이비시터가 필요하다는 것을 알게 되고, 린다에 대해 더 알아보기 위해 그 일을 맡는다. 이매뉴얼은 "아기 클로이"가 사실 인형이라는 것을 알게 된다. 린다와 이매뉴얼이 우정을 발전시키면서, 이매뉴얼은 린다의 "아이"가 사실 인형이라는 사실을 다른 사람들에게 숨기려고 노력한다. 그녀의 직장 동료 아서가 린다를 위해 베이비시터를 해주기로 하고 린다를 이매뉴얼의 생일 저녁 식사에 초대하면서 이매뉴얼은 더 어려움을 겪는다.
저녁 식사 자리에서, 주방에 있는 동안 이매뉴얼의 새어머니 제니스는 린다에게 이매뉴얼이 문제가 많고 린다에 대한 자신의 애정을 잘못 해석하고 있을 수 있다고 말한다. 클로드가 린다의 정원을 가꾸어 주겠다고 하자, 이매뉴얼은 자신의 삶의 여러 영역에 갑작스럽게 나타난 그에게 화를 낸다. 클로드는 이매뉴얼에게 더 이상 자신을 볼 필요가 없을 것이라고 말하고 떠난다.
린다와 아서가 외출했을 때 이매뉴얼은 베이비시터를 한다. 그들이 집에 돌아오자, 린다는 아서에게 위층으로 올라가 아기를 보라고 제안하고, 이매뉴얼은 아기가 자고 있다고 말한다. 이매뉴얼은 아서에게 위층으로 가지 말라고 간청하지만, 린다의 재차 부름에 그는 위층으로 올라가 아기가 진짜가 아니라는 것을 깨닫는다. 린다는 클로이가 인형이라는 것을 깨닫고 아기가 어디 있는지 당황하며, 이매뉴얼이 린다의 아기를 인형으로 바꿔치기했다고 생각한다. 그들은 이매뉴얼을 불러 클로이가 어디 있는지 묻는다. 그녀는 클로이가 요람에 있다고 말하고, 아서는 그것이 인형이라는 것을 보여주며 린다의 아기가 어디 있는지 묻는다. 이매뉴얼은 패닉에 빠져 인형을 들고 기절한다. 그녀는 물이 방을 가득 채우는 동안 클로이를 안고 있는 환상을 본다.
이매뉴얼은 인형을 안고 창문 밖으로 물속으로 헤엄쳐 나가고, 죽은 어머니가 헤엄치는 것을 본다. 인형은 살아나 이매뉴얼의 어머니에게 헤엄쳐 가고, 어머니는 아기를 안고 헤엄쳐 떠난다. 이매뉴얼은 자신의 이름이 불리는 소리를 듣고 헤엄쳐 나가다가 아버지와 경찰관이 있는 들것 위에서 깨어난다. 그녀는 병원으로 옮겨진다. 아기의 실종에 대해 질문받자, 그녀는 아기가 물속으로 도망쳐 이매뉴얼의 엄마에게 갔고 둘 다 헤엄쳐 떠났다고 주장한다. 병원에서 퇴원한 후, 이매뉴얼은 클로드의 직장을 방문하여 그와 화해한다.
린다의 남편이 발견되고, 그는 이매뉴얼과 그녀의 부모에게 많은 어려움 끝에 마침내 아기를 가졌지만 죽었다고 설명한다. 부검 결과는 결론이 나지 않았고 린다는 자신을 탓하며 인형을 대용으로 사용하기 시작했다. 남편이 그녀를 정신병원에 입원시키려 하자 그녀는 사라졌다. 린다는 현재 정신병원에 수용되어 있다. 이매뉴얼은 나중에 아버지에게 린다를 보러 갈 허락을 요청하지만 그는 거절한다.
이매뉴얼은 린다의 집에 침입하여 인형을 훔친다. 클로드의 도움으로 그녀는 정신병원에 몰래 들어가 린다의 방으로 가서 그녀의 아기가 익사했다고 말한다. 이매뉴얼은 어머니에 대한 부분을 빼고 자신의 환상을 설명한다. 이매뉴얼은 린다를 몰래 병원에서 빼내어 이매뉴얼의 어머니가 묻힌 묘지로 데려간다. 이매뉴얼은 어머니의 무덤 위에 무덤을 파고 그곳에 클로이를 묻는다. 영화는 두 여인이 흙바닥에 누워 밤하늘의 별을 바라보는 장면으로 끝난다.

## 출연

### 주연
- 카야 스코델라리오 : 엠마누엘 역
- 제시카 비엘 : 린다 역

### 조연
- 알프리드 몰리나 : 데니스 역
- 프란시스 오코너 : 제니스 역
- 아뉴린 바나드 : 클로드 역
- 지미 심슨 : 아서 역
- 스펜서 개릿 : 테드 역
- 샘 재거 : 토마스 역
- 케빈 맥코클 : 왓슨 역
- 조나단 슈목 : 샘 역

### 단역
- 윌 필립 : 기차 안 남자 역
- 앤 램세이 : 여자 손님 역
- 러셀 스타인버그 : 티켓 수거인 역
- 쿠퍼 쏜튼 : 변호사 역

## 기타
- 분장: 미쉘 청
- 분장팀: 빌 마이어
- 의상: 에리카 니코트라
- 배역: 데보라 아퀼라
- 섭외: 메리 트리샤 우드

## 수상
- 2013년 제29회 선댄스영화제 후보 미국 드라마틱 경쟁
- 2013년 제33회 하와이국제영화제 후보 아메리칸 인디
- 2013년 제15회 리우 데 자네이루 국제영화제 후보 익스팩테이션